# Szymon Kołecki
Szymon Piotr Kołecki (ur. 12 października 1981 w Oławie) – polski sztangista, zawodnik klubu KPC Górnik Polkowice, zdobywca srebrnego medalu na Igrzyskach Olimpijskich w Sydney w 2000 oraz złotego na Igrzyskach Olimpijskich w Pekinie w 2008 (po dyskwalifikacji Ilji Iljina przyłapanego na dopingu), 4-krotny medalista mistrzostw świata, 6-krotny medalista mistrzostw Europy (5-krotny mistrz Europy). Od 2016 zawodnik MMA, który walczył m.in. dla takich organizacji jak: PLMMA, Babilon MMA oraz KSW.

## Życiorys i kariera sztangisty
Jako 16-latek został przyłapany na dopingu podczas Mistrzostw Europy juniorów. Jak sam stwierdził w jednym z wywiadów: 

Z tym dopingiem to sprawa była prosta. Gdy miałem piętnaście lat, ktoś nafaszerował mnie jakimś świństwem. To było największe draństwo, które ciągnie się za mną smrodem do teraz.

Bardzo obiecującą karierę przerwała mu poważna kontuzja kręgosłupa. Do czynnego uprawiania podnoszenia ciężarów wrócił dopiero pod koniec 2005. W 2006 zdobył tytuł mistrza Europy w tej dyscyplinie, co powszechnie uznano za jego wielki powrót do zawodowego sportu, zaś w 2008 w kategorii do 94 kg ponowił ten wyczyn. 6 października 2006 zdobył tytuł wicemistrza w kategorii 94 kg na rozgrywanych w Santo Domingo mistrzostwach świata seniorów w podnoszeniu ciężarów. 29 kwietnia 2000 w Sofii pobił rekord świata w podrzucie wynikiem 232,5 kg. Pochodzi z miejscowości Wierzbno niedaleko Wrocławia. Ma 185 cm wzrostu i waży 94 kg. 27 stycznia 2009 roku został wybrany do zarządu Polskiego Związku Podnoszenia Ciężarów. Zanim trafił do klubu z Polkowic przez wiele lat był zawodnikiem Startu Otwock.
Został członkiem honorowego komitetu poparcia Bronisława Komorowskiego przed przyspieszonymi wyborami prezydenckimi 2010 oraz przed wyborami prezydenckimi w Polsce w 2015 roku.
W połowie października 2012 ostatecznie zakończył karierę zawodniczą. 1 grudnia tego samego roku został wybrany prezesem zarządu Polskiego Związku Podnoszenia Ciężarów. 9 sierpnia 2016 podał się do dymisji.
Jest również prezesem Klubu Sportowego „Ciechan i Szymon Kołecki” mającego sekcje m.in. podnoszenia ciężarów i rugby siedmioosobowego.

## Osiągnięcia

### Igrzyska olimpijskie
| Olimpiada   | Miejsce | Data             | Konkurencja | Rezultat |
| ----------- | ------- | ---------------- | ----------- | -------- |
| Sydney 2000 | Sydney  | 24 września 2000 | kat. 94 kg  | – 405 kg |
| Pekin 2008  | Pekin   | 17 sierpnia 2008 | kat. 94 kg  | – 403 kg |

### Mistrzostwa świata
| Mistrzostwa Świata | Miejsce       | Data | Konkurencja | Rezultat   |
| ------------------ | ------------- | ---- | ----------- | ---------- |
| Ateny 1999         | Ateny         | 1999 | kat. 94 kg  | – 405 kg   |
| Antalya 2001       | Antalya       | 2001 | kat. 94 kg  | – 402,5 kg |
| Santo Domingo 2006 | Santo Domingo | 2006 | kat. 94 kg  | – 392 kg   |
| Chiang Mai 2007    | Chiang Mai    | 2007 | kat. 94 kg  | – 392 kg   |

### Mistrzostwa Europy
| Mistrzostwa Europy      | Miejsce            | Data             | Konkurencja | Rezultat   |
| ----------------------- | ------------------ | ---------------- | ----------- | ---------- |
| La Coruña 1999          | La Coruña          | 1999             | kat. 94 kg  | – 405 kg   |
| Sofia 2000              | Sofia              | 2000             | kat. 94 kg  | – 412,5 kg |
| Trenczyn 2001           | Trenczyn           | 2001             | kat. 105 kg | – 412,5 kg |
| Władysławowo 2006       | Władysławowo       | 2006             | kat. 94 kg  | – 394 kg   |
| Strasburg 2007          | Strasburg          | 2007             | kat. 94 kg  | – 395 kg   |
| Lignano Sabbiadoro 2008 | Lignano Sabbiadoro | 19 kwietnia 2008 | kat. 94 kg  | – 397 kg   |

### Mistrzostwa świata juniorów
| Mistrzostwa świata juniorów | Miejsce  | Data | Konkurencja | Rezultat |
| --------------------------- | -------- | ---- | ----------- | -------- |
| Savannah 1999               | Savannah | 1999 | kat. 94 kg  | – 395 kg |
| Praga 2000                  | Praga    | 2000 | kat. 94 kg  | – 395 kg |

### Mistrzostwa Europy juniorów
| Mistrzostwa Europy juniorów | Miejsce | Data | Konkurencja | Rezultat   |
| --------------------------- | ------- | ---- | ----------- | ---------- |
| Sofia 1998                  | Sofia   | 1998 | kat. 94 kg  | – 382,5 kg |
| Spała 1999                  | Spała   | 1999 | kat. 105 kg | – 410 kg   |
| Rijeka 2000                 | Rijeka  | 2000 | kat. 94 kg  | – 380 kg   |

## Odznaczenia i wyróżnienia
Odznaczenia
- Krzyż Kawalerski Orderu Odrodzenia Polski – 2008[11]
- Złoty Krzyż Zasługi – 2000[12]

Wyróżnienia
- W lutym 2009 wyróżniony na Legnickiej Gali Sportu tytułem Najpopularniejszego Sportowca Zagłębia Miedziowego A.D. 2008.

## Kariera MMA

### PLMMA
7 grudnia 2016 właściciel organizacji PLMMA, Mirosław Okniński poinformował o tym, że Szymon Kołecki dołączy do klubu Nastula/Okniński Team. 4 marca 2017 zadebiutował na gali PLMMA 72, pokonując Dariusza Kaźmierczuka przez techniczny nokaut w pierwszej rundzie.
Swoją drugą zawodową walkę w karierze stoczył 20 maja 2017 w walce wieczoru gali PLMMA 73: Ciechanów, mierząc się z Wojciechem Balejko. Kołecki ponownie wygrał walkę przez techniczny nokaut w pierwszej rundzie.

### Babilon MMA
21 października 2017 zadebiutował w organizacji Babilon MMA, pokonując przez techniczny nokaut Łukasza Łysoniewskiego na gali w Wieliczce.
W kolejnym pojedynku skrzyżował rękawice z Michałem Orkowskim na gali Babilon MMA 2. Przetrwał ciasno zapięte duszenie gilotynowe Orkowskiego i ostatecznie wygrał przez techniczny nokaut w pierwszej rundzie.
16 marca 2018 na gali Babilon MMA 3, pokonał Łukasza Borowskiego przez techniczny nokaut, jednak tym razem poprzez uderzenia łokciami.
18 sierpnia 2018 podczas gali Babilon MMA 5 w Międzyzdrojach, przegrał z Michałem Bobrowskim. Dla Kołeckieego była to pierwsza i jak dotąd jedyna porażka w zawodowej karierze.

### KSW
1 grudnia 2018 poinformowano, że Kołecki podpisał kontrakt z największą organizacją w Europie - KSW na 4 walki. Debiutując na gali KSW 47: The X -Warriors, zmierzył się z byłym najsilniejszym człowiekiem na świecie, Mariuszem Pudzianowskim. Wygrał w pierwszej rundzie przez kontuzję Pudziana zerwania mięśnia dwugłowego uda.
7 grudnia 2019 na gali KSW 52: Race, wygrał z byłym zapaśnikiem Damianem Janikowskim przez TKO w drugiej rundzie.
30 stycznia 2021 w tzw. Co-Main Evencie (drugiej walce wieczoru) gali KSW 58 zawalczył z Martinem Zawadą. Pokonał doświadczonego reprezentanta Niemiec przez jednogłośną decyzję sędziów po trzech rundach.
17 lipca 2021 w walce wieczoru gali KSW 62 zmierzył się z kulturystą Akopem Szostakiem. Kołecki znokautował rywala szybko ciosem prawym podbródkowym.
2 listopada 2021 poinformował, że rozstał się z KSW. Powodem rozstania miały być nieścisłości związane z jego ostatnią w tym roku walką, a także dobór rywala. Szef organizacji potwierdził m.in., że Kołecki otrzymał propozycję walki z Tomaszem Narkunem i że ta oferta została przez niego odrzucona.

### Powrót do Babilon MMA
W listopadzie 2024 roku, w rozmowie z dziennikarzami "InTheCage" ogłosił, że ma zamiar powrócić do walk po ponad 3 latach przerwy. 13 listopada został ogłoszony jako jeden z uczestników gali Babilon MMA 50, która odbyła się 7 grudnia 2024 w Ożarowie Mazowieckim. Dzień później w Koloseum – Magazynie sportów walki ogłoszono, że jego rywalem będzie mistrz Babilon MMA wagi ciężkiej, Oli Thompson, jednak stawką walki nie będzie pas mistrzowski. Kołecki pokonał Anglika jednogłośnie na kartach punktowych. Według zapisów kontraktowych ma odbyć się także walka rewanżowa zawodników, której stawką ma być posiadany przez Thompsona pas mistrzowski królewskiej kategorii.
14 marca 2025 podczas walki wieczoru gali Babilon MMA 51 w Ciechanowie, zawalczył z doświadczonym Przemysławem Mysialą. Ponownie zwyciężył przez jednogłośną decyzję sędziów, którzy punktowali na jego korzyść 2 x 30-25, 30-26.
18 lipca 2025 podczas walki wieczoru gali Babilon MMA 53 w Międzyzdrojach, skrzyżował rękawice z byłym mistrzem BAMMA oraz FEN, Marcinem Łazarzem. W drugiej rundzie został znokautowany ciosami młotkowymi w parterze.

## Lista zawodowych walk w MMA
| Wynik     | Bilans | Przeciwnik (bilans przed walką)   | Rozstrzygnięcie                  | Runda | Czas | Rozgrywki                                | Data       | Miejsce           | Uwagi                                                |
| --------- | ------ | --------------------------------- | -------------------------------- | ----- | ---- | ---------------------------------------- | ---------- | ----------------- | ---------------------------------------------------- |
| Przegrana | 12-2   | Marcin Łazarz (16-10. 1NC)        | TKO (ciosy młotkowe w parterze)  | 2     | 3:48 | Babilon MMA 53: Kołecki vs. Łazarz       | 18.07.2025 | Międzyzdroje      | Main Event                                           |
| Wygrana   | 12-1   | Przemysław Mysiala (24-12-1)      | Decyzja (jednogłośna)            | 3     | 5:00 | Babilon MMA 51: Kołecki vs. Mysiala      | 14.03.2025 | Ciechanów         | Powrót do wagi półciężkiej. Main Event               |
| Wygrana   | 11-1   | Oli Thompson (23-16)              | Decyzja (jednogłośna)            | 3     | 5:00 | Babilon MMA 50: Mendlewski vs. Lamparski | 07.12.2024 | Ożarów Mazowiecki | Powrót do Babilon MMA. Co-Main Event                 |
| Wygrana   | 10-1   | Akop Szostak (4-3. 1 NC)          | KO (prawy podbródkowy)           | 1     | 0:45 | KSW 62: Kołecki vs. Szostak              | 17.07.2021 | Warszawa          | Main Event                                           |
| Wygrana   | 9-1    | Martin Zawada (29-15-1)           | Decyzja (jednogłośna)            | 3     | 5:00 | KSW 58: Parnasse vs. Torres              | 30.01.2021 | Łódź              | Powrót do wagi półciężkiej. Co-Main Event            |
| Wygrana   | 8-1    | Damian Janikowski (4-2)           | TKO (ciosy pięściami)            | 2     | 3:03 | KSW 52: Race                             | 07.12.2019 | Gliwice           | Limit umowny do 91,5 kg. Co-Main Event               |
| Wygrana   | 7-1    | Mariusz Pudzianowski (12-6. 1 NC) | TKO (kontuzja przeciwnika)       | 1     | 4:24 | KSW 47: The X-Warriors                   | 23.03.2019 | Łódź              | Debiut w KSW. Powrót do wagi cięzkiej. Co-Main Event |
| Przegrana | 6-1    | Michał Bobrowski (7-0)            | Decyzja (jednogłośna)            | 3     | 5:00 | Babilon MMA 5: Skibiński vs. Melillo     | 18.08.2018 | Międzyzdroje      | Co-Main Event                                        |
| Wygrana   | 6-0    | Ivo Cuk (18-10)                   | TKO (ciosy pięściami w parterze) | 1     | 0:45 | Babilon MMA 4: Kołecki vs. Cuk           | 08.06.2018 | Ełk               | Limit umowny do 105 kg. Main Event                   |
| Wygrana   | 5-0    | Łukasz Borowski (4-7)             | TKO (ciosy łokciami w parterze)  | 1     | 2:55 | Babilon MMA 3: Kołecki vs. Borowski      | 16.03.2018 | Radom             | Powrót do wagi półciężkiej. Main Event               |
| Wygrana   | 4-0    | Michał Orkowski (4-1)             | TKO (ciosy pięściami w parterze) | 1     | 3:39 | Babilon MMA 2: Kołecki vs. Orkowski      | 02.12.2017 | Legionowo         | Main Event                                           |
| Wygrana   | 3-0    | Łukasz Łysoniewski (0-2)          | TKO (ciosy pięściami w parterze) | 1     | 3:00 | Babilon: Underground Boxing Show IX      | 21.10.2017 | Wieliczka         | Debiut w Babilon MMA. Debiut w wadze ciężkiej.       |
| Wygrana   | 2-0    | Wojciech Balejko (4-8)            | TKO (ciosy pięściami w parterze) | 1     | 2:19 | PLMMA 73: Ciechanów                      | 20.05.2017 | Ciechanów         | Main Event                                           |
| Wygrana   | 1-0    | Dariusz Kaźmierczuk (0-5)         | TKO (ciosy pięściami)            | 1     | 0:33 | PLMMA 72: Łomianki                       | 04.03.2017 | Łomianki          | Debiut w wadze półciężkiej. Main Event               |

## Walka charytatywna w boksie
14 sierpnia 2021 Kołecki stoczył pokazową walkę bokserską na cel charytatywny zbiórki pieniędzy dla chorej Mii Majchrzak. Rywalem Kołeckiego został uznany pięściarz Krzysztof Włodarczyk, a pojedynek po 3. rundach zakończył się remisem.

## Inne osiągnięcia
10 listopada 2008 wygrał zorganizowany przez TVP, z okazji dziewięćdziesiątej rocznicy odzyskania niepodległości Wielki Test z Historii.

## Życie prywatne
Jest żonaty z Magdaleną Kołecką, z którą ma syna i trzy córki.
Ma młodszego brata Sylwestra Kołeckiego, który również jest zawodnikiem MMA.